# Frank Birke
Frank Birke – wschodnioniemiecki zapaśnik walczący w stylu wolnym.
Brązowy medalista mistrzostw Europy w 1973. Wicemistrz Europy młodzieży w 1972; trzeci w 1970 roku.
Mistrz NRD w 1977; trzeci w 1971, 1974 i 1975 roku.